# Master theorem
Master theorem (také Kuchařková věta nebo Mistrovská metoda) je speciální případ Akra-Bazzi theoremu, poskytuje při analýze složitosti algoritmů kuchařkové řešení asymptotické složitosti pro často používané rekurentní vztahy. Byl popularizován knihou Introduction to Algorithms napsanou Cormenem, Leisersonem, Rivestem a Steinem, kde je uveden a dokázán v sekcích 4.3 a 4.4.

## Obecná forma
Master theorem řeší rekurentní vztahy ve tvaru:
{\displaystyle T(n)=a\;T\!\left({\frac {n}{b}}\right)+f(n)}, kde {\displaystyle a\geq 1{\mbox{, }}b>1.}
Při analýze rekurzivních algoritmů mají konstanty a funkce následující význam:
- {\displaystyle n} je velikost problému.
- {\displaystyle a} je počet podproblémů v rekurzi.
- {\displaystyle {\frac {n}{b}}} je velikost každého z podproblémů. Předpokládá se, že podproblémy jsou víceméně stejně velké.
- {\displaystyle f(n)} je cena práce mimo rekurzivní volání, zahrnující rozdělení problému na podproblémy a sloučení výsledků podproblémů.

Je možné zjistit asymptotickou složitost v následujících třech případech:

## Případ 1

### Obecný tvar
Pokud platí, že {\displaystyle f(n)={\mathcal {O}}\left(n^{\log _{b}\left(a\right)-\epsilon }\right)} pro nějaké {\displaystyle \epsilon >0}
tak:
{\displaystyle T(n)=\Theta \left(n^{\log _{b}a}\right).}

### Příklad
{\displaystyle T(n)=8T\left({\frac {n}{2}}\right)+1000n^{2}}
Z výše uvedené rovnice vidíme, že hodnoty jsou:
{\displaystyle a=8\,}, {\displaystyle b=2\,}, {\displaystyle f(n)=1000n^{2}\,}, {\displaystyle \log _{b}a=\log _{2}8=3\,}
Nyní musíme zkontrolovat, zda platí:
{\displaystyle f(n)={\mathcal {O}}\left(n^{\log _{b}a-\epsilon }\right)}
Po dosazení hodnot dostaneme:
{\displaystyle 1000n^{2}={\mathcal {O}}\left(n^{3-\epsilon }\right)}
Pokud zvolíme {\displaystyle \epsilon } = 1, dostaneme:
{\displaystyle 1000n^{2}={\mathcal {O}}\left(n^{3-1}\right)={\mathcal {O}}\left(n^{2}\right)}
Protože rovnost platí, první případ master theoremu lze použít na danou rekurentní rovnost, čímž dostaneme:
{\displaystyle T(n)=\Theta \left(n^{\log _{b}a}\right).}
Po dosazení hodnot:
{\displaystyle T(n)=\Theta \left(n^{3}\right).}
Tedy pro daný rekurentní vztah T(n) je v Θ(n³).
(Tento výsledek byl potvrzen přesným řešením rekurentního vztahu, které je {\displaystyle T(n)=1001n^{3}-1000n^{2}}, za předpokladu {\displaystyle T(1)=1}.)

## Případ 2

### Obecný tvar
Pokud platí:
{\displaystyle \exists k\geq 0,f(n)=\Theta \left(n^{\log _{b}a}\log ^{k}n\right)}
tak:
{\displaystyle T(n)=\Theta \left(n^{\log _{b}a}\log ^{k+1}n\right).}

### Příklad
{\displaystyle T(n)=2T\left({\frac {n}{2}}\right)+10n}
Z výše uvedené rovnice vidíme, že hodnoty jsou:
{\displaystyle a=2\,}, {\displaystyle b=2\,}, {\displaystyle k=0\,}, {\displaystyle f(n)=10n\,}, {\displaystyle \log _{b}a=\log _{2}2=1\,}
Nyní ověříme, že následující rovnost platí (v tomto případě k=0):
{\displaystyle f(n)=\Theta \left(n^{\log _{b}a}\right)}
Po dosazení dostaneme:
{\displaystyle 10n=\Theta \left(n^{1}\right)=\Theta \left(n\right)}
Protože rovnost platí, druhý případ master theoremu lze aplikovat, čímž dostáváme:
{\displaystyle T(n)=\Theta \left(n^{\log _{b}a}\log n\right).}
Po dosazení:
{\displaystyle T(n)=\Theta \left(n\log n\right).}
Tedy pro daný rekurentní vztah T(n) je v Θ(n log n).
(Tento výsledek byl potvrzen přesným řešením rekurentního vztahu, které je {\displaystyle T(n)=n+10n\log _{2}n}, za předpokladu {\displaystyle T(1)=1}.)

## Případ 3

### Obecný tvar
Pokud platí:
{\displaystyle f(n)=\Omega \left(n^{\log _{b}a+\epsilon }\right)} pro nějaké {\displaystyle \epsilon >0}
a také platí:
{\displaystyle af\left({\frac {n}{b}}\right)\leq cf(n)} pro nějaké {\displaystyle c<1} a dostatečně velké n
tak:
{\displaystyle T\left(n\right)=\Theta \left(f\left(n\right)\right).}

### Příklad
{\displaystyle T(n)=2T\left({\frac {n}{2}}\right)+n^{2}}
Z výše uvedené rovnice vidíme, že hodnoty jsou:
{\displaystyle a=2\,}, {\displaystyle b=2\,}, {\displaystyle f(n)=n^{2}\,}, {\displaystyle \log _{b}a=\log _{2}2=1\,}
Nyní ověříme, že následující rovnost platí:
{\displaystyle f(n)=\Omega \left(n^{\log _{b}a+\epsilon }\right)}
Pokud dosadíme hodnoty a zvolíme {\displaystyle \epsilon } = 1, dostaneme:
{\displaystyle n^{2}=\Omega \left(n^{1+1}\right)=\Omega \left(n^{2}\right)}
Protože rovnost platí, ověříme druhou podmínku, konkrétně, že:
{\displaystyle af\left({\frac {n}{b}}\right)\leq cf(n)}
Opět dosadíme hodnoty:
{\displaystyle 2\left({\frac {n}{2}}\right)^{2}}{\displaystyle \leq cn^{2}\Leftrightarrow {\frac {1}{2}}n^{2}\leq cn^{2}}
Pokud zvolíme {\displaystyle c={\frac {1}{2}}}, tak platí:
{\displaystyle {\frac {1}{2}}n^{2}\leq {\frac {1}{2}}n^{2}} {\displaystyle \forall n\geq 1}
Tedy:
{\displaystyle T\left(n\right)=\Theta \left(f\left(n\right)\right).}
Opět dosadíme hodnoty a dostaneme:
{\displaystyle T\left(n\right)=\Theta \left(n^{2}\right).}
Tedy pro daný rekurentní vztah T(n) je v Θ(n²), což odpovídá f (n) v původním vzorci.
(Tento výsledek byl potvrzen přesným řešením rekurentního vztahu, které je {\displaystyle T(n)=2n^{2}-n}, za předpokladu {\displaystyle T(1)=1}.)

## Nepřípustné rovnice
Následující rovnice nelze vyřešit pomocí master theoremu:
{\displaystyle T(n)=2^{n}T\left({\frac {n}{2}}\right)+n^{n}}
To protože a (2n) není konstanta.
{\displaystyle T(n)=2T\left({\frac {n}{2}}\right)+{\frac {n}{\log n}}}
Mezi f(n) a {\displaystyle n^{\log _{b}a}} je nepolynomiální rozdíl.
{\displaystyle T(n)=0.5T\left({\frac {n}{2}}\right)+{\frac {1}{n}}}
Nelze mít méně, než jeden podproblém (a<1).
{\displaystyle T(n)=64T\left({\frac {n}{8}}\right)-n^{2}\log n}
f(n) není kladné.
{\displaystyle T(n)=T\left({\frac {n}{2}}\right)+n(2-\cos n)}
Případ 3, ale porušení regularity.